# Masłoborowik królewski

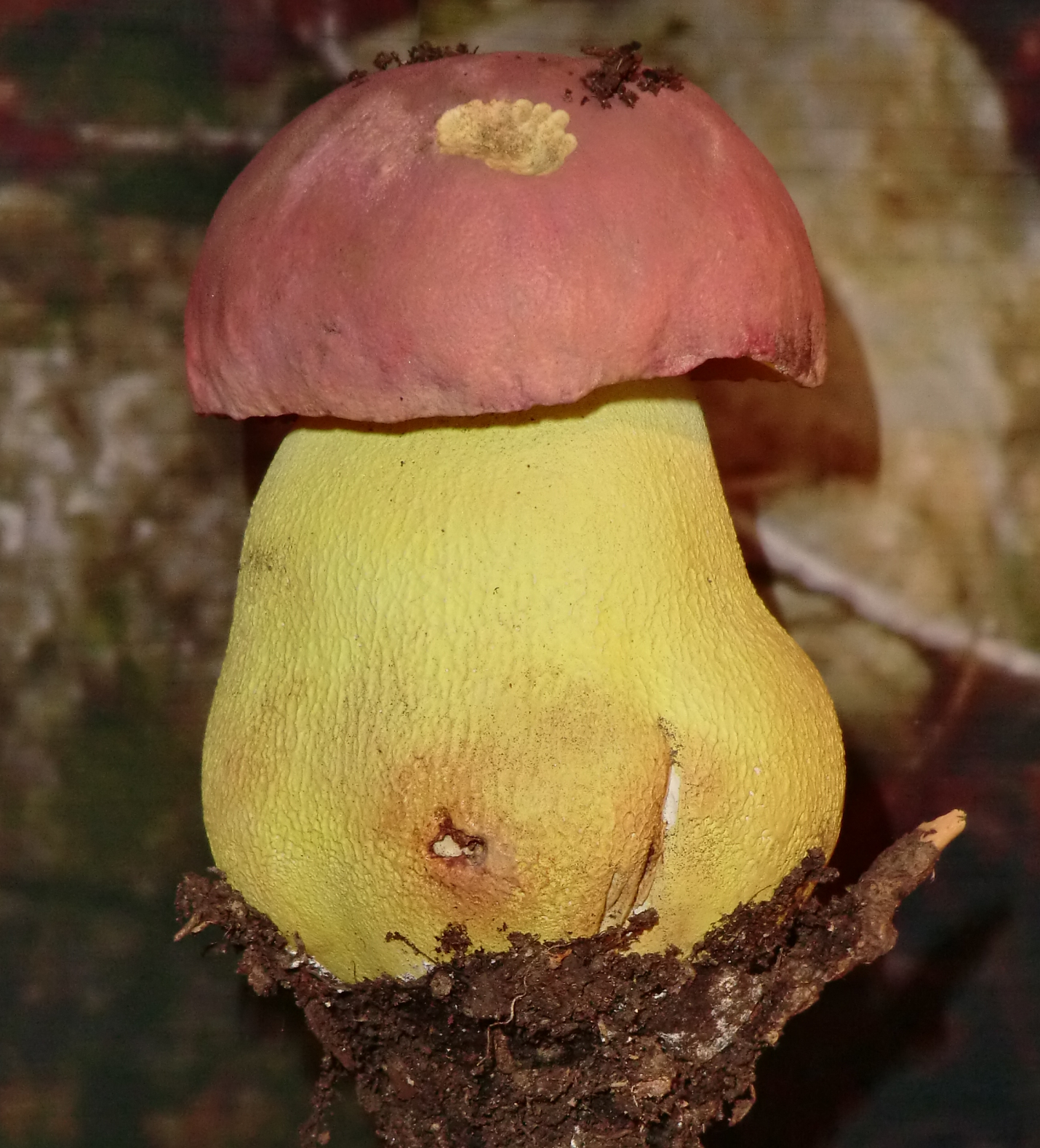
Młody masłoborowik królewski

Masłoborowik królewski, borowik królewski (Butyriboletus regius (Krombh.) D. Arora & J.L. Frank) – gatunek grzybów, należący do rodziny borowikowatych.

## Systematyka i nazewnictwo
Pozycja w klasyfikacji według Index Fungorum: Butyriboletus, Boletaceae, Boletales, Agaricomycetidae, Agaricomycetes, Agaricomycotina, Basidiomycota, Fungi.
Po raz pierwszy takson ten opisał w 1832 roku Julius Vincenz von Krombholz jako Boletus regius. W wyniku badań filogenetycznych w 2014 roku D. Arora i J.L. Frank przenieśli go do nowo utworzonego rodzaju Butyriboletus.
Niektóre synonimy naukowe:
- Boletus regius Krombh. 1832
- Boletus regius var. peltereaui J. Blum 1965
- Boletus appendiculatus subsp. regius Konrad 1801
- Boletus regius Krombh. 1832 var. regius
- Dictyopus appendiculatus var. regius (Krombh.) Quél. 1886
- Suillus regius (Krombh.) Kuntze 1898[2].

Nazwę polską borowik królewski podała Alina Skirgiełło w 1960 r. Gatunek ten, jako borowik królewski Boletus regius Krombh. wymieniają też Barbara Gumińska i Władysław Wojewoda w swojej książce z 1985 r., a także różne atlasy grzybów. Wojewoda w krytycznej liście z 2003 r. podaje go jako odmianę borowika żółtobrązowego (Boletus appendiculatus subsp. regius Konrad). Po przeniesieniu gatunku do rodzaju Butyriboletus wszystkie te nazwy są niespójne z aktualną nazwą naukową. W 2021 Komisja ds. Polskiego Nazewnictwa Grzybów Polskiego Towarzystwa Mykologicznego zarekomendowała używanie nazwy masłoborowik królewski.

## Morfologia
Kapelusz
Średnicy 8–20 cm. Za młodu kulisty, potem stopniowo rozpościerający się. Powierzchnia zamszowata, sucha. Barwa bardzo zmienna; może być różowowiśniowoczerwona, krwistoczerwona, purpurowoczerwona, brązowa, o różnym nasileniu. Starsze owocniki są jaśniejsze – różowopłowe lub różowe z fioletowym odcieniem.
Rurki
Za młodu bladożółte, później cytrynowożółte, z wiekiem oliwkowożółte. Są lśniące i nie zmieniają koloru po uszkodzeniu.
Trzon
Wysokości 5–12 cm, grubości 2–4 cm, baryłkowaty lub pękaty. Ma jasnożółty kolor i pokryty jest drobną siateczką też żółtego koloru, szczególnie dobrze widoczną u nasady. Mogą na nim występować różowe lub karminowe plamy.
Miąższ
Jędrny, bladożółty, lub cytrynowożółty. Zapach słaby, smak łagodny. Nie zmienia barwy po zgnieceniu.
Zarodniki
Gładkie, elipsoidalno-wrzecionowate. Wysyp zarodników oliwkowobrązowy.
Gatunki podobne
Bywa mylony z „fałszywym borowikiem królewskim” (Butyriboletus pseudoregius), który ma bledszy kapelusz i jego miąższ sinieje po zgnieceniu. Podobny jest też masłoborowik żółtobrązowy (Butyriboletus appendiculatus), ale jego miąższ również sinieje po zgnieceniu lub przecięciu.

## Występowanie i siedlisko
Występuje w Ameryce Północnej, Środkowej i Europie, w Azji podano go tylko z Korei i Japonii. W Europie jest rzadki. Należy do jednego z dziesięciu najbardziej zagrożonych gatunków. Również w Polsce jest bardzo rzadki. W literaturze naukowej do 2020 roku podano tylko 3 jego pewne stanowiska i jedno wątpliwe. Liczne i bardziej aktualne stanowiska podaje internetowy atlas grzybów. Znajduje się na Czerwonej liście roślin i grzybów Polski. Ma status E – gatunek wymierający. Znajduje się także na czerwonych listach gatunków zagrożonych w Austrii, Belgii, Czechach, Szwajcarii, Estonii, Anglii, Holandii i Słowacji.
W polskim rozporządzeniu z 2004 roku został ujęty jako grzyb ściśle chroniony. Rozporządzenie z 9 października 2014 r. podtrzymało ten status i obecnie, pod nazwą gatunkową borowik żółtobrązowy podgat. królewski (Boletus appendiculatus ssp. regius), znajduje się na liście gatunków grzybów chronionych> objętych w Polsce ochroną ścisłą.
Grzyb ciepłolubny. Występuje od maja do września w lasach liściastych, głównie pod dębami i bukami na wapiennych glebach.

## Znaczenie
Naziemny grzyb mykoryzowy, grzyb jadalny.